# L'Empreinte de la justice
Pour plus de détails, voir Fiche technique et Distribution.
L'Empreinte de la justice (The Memory of Justice) est un documentaire de 1976 réalisé par Marcel Ophüls, consacré aux atrocités commises en temps de guerre. On y voit Joan Baez, Karl Dönitz, Hermann Göring, Hans-Joachim Kulenkampff, Yehudi Menuhin, Albert Speer et Telford Taylor.

## Fiche technique
- Titre : L'Empreinte de la justice
- Réalisateur : Marcel Ophüls
- Photographie : Michael J. Davis
- Montage : Inge Behrens
- Producteurs : Ana Carrigan, Hamilton Fish V, Sanford Lieberson, Max Palevsky, David Puttnam
- Société de distribution : Paramount Pictures
- Date de sortie : 1976

## Commentaires
Le film est inspiré par le livre de Telford Taylor Nuremberg and Vietnam: An American Tragedy. L'auteur est longuement interviewé et Ophuls utilise le livre comme point de départ de sa réflexion : comment des êtres humains peuvent-ils en juger d'autres, en tenant compte de la responsabilité collective et des comportements documentés dans d'autres contextes. Le film avance que tout groupe détenteur du pouvoir est capable de commettre des crimes de guerre.
La genèse du film a été compliquée. Le projet était initialement financé, au printemps 1973, par la BBC, Polytel et une société privée basée à Londres, Visual Programme Systems (VPS). Cette dernière souhaitait que le film se focalise sur les agissements des États-Unis au Viet-Nam et sur ceux de la France en Algérie. Au premier montage, VPS, considérant qu'Ophuls se concentrait trop sur le procès de Nuremberg et le rôle des Nazis, tenta de l'écarter du projet en tant que réalisateur. Hamilton Fish V rassembla alors un groupe d'investisseurs qui put racheter les droits à VPS, permettant à Ophuls de terminer le film.
Le film fut présenté au festival de Cannes en 1976, mais n'intégra pas la sélection officielle.
L'Empreinte de la Justice fut restauré par l'Academy Film Archive en 2015. La version restaurée fut présentée au Toronto International Film Festival en septembre 2015 et au BFI London Film Festival en octobre 2015.